# Expatriation fiscale
 (juillet 2006).
L'expatriation fiscale est la démarche qui consiste pour une personne ou une entreprise à changer légalement de résidence fiscale afin de se mettre dans une situation fiscale plus favorable. Cette expatriation suppose donc que le concept de résidence fiscale existe dans le régime fiscal considéré et implique généralement le transfert de celle-ci dans un pays ou une zone économique spéciale offrant une fiscalité plus favorable (les plus avantageux sont qualifiés de « paradis fiscaux »). À elle seule, l'expatriation fiscale a permis à certains contribuables français d'économiser environ 7 milliards d'euros par année, ou 10 % des recettes fiscales de ce pays [source insuffisante], selon les analystes.
L'expatriation fiscale est une forme d'évasion fiscale mais de manière légale.
L'expatriation fiscale est distincte de la résistance fiscale qui est une volonté politique de non-participation, fruit de l'idéologie de la non-violence.

## Utilisation
L'expatriation fiscale suppose que la personne concernée trouve un avantage suffisant dans le fait de s'expatrier, et intéresse donc de prime abord les personnes ayant des ressources importantes et susceptibles d'être taxées lourdement du fait d'un régime fiscal qui est défavorable par rapport au pays d'émigration choisi.
On rencontre donc la pratique dans le patronat et l'actionnariat, chez les sportifs de haut niveau (joueur de tennis, champions de Formule 1, footballeurs…) mais également chez les artistes (chanteurs, acteurs). Elle peut également exister pour les travailleurs (indépendants ou salariés), les créateurs d'entreprise et parfois même les retraités aisés qui décident de faire jouer la concurrence fiscale. Le développement du télétravail et l'essor des travailleurs nomades numériques ont complexifié les questions liées à l'expatriation fiscale, incitant certains pays à adapter leur législation pour attirer ces nouveaux profils de contribuables.
L'effet d'aubaine de l'expatriation fiscale doit être apprécié avec les autres avantages ou désavantages financiers qu'implique un déménagement à l'étranger, notamment le coût de la vie et les dépenses d'hébergement, de scolarité, de la prise en charge des frais de santé… De nombreux pays pratiquent une politique active pour attirer des expatriés fiscaux retraités qui perçoivent une pension de l'ordre de 2 000 à 2 500 euros par mois, soumise à l'impôt français dans le cadre de la plupart des conventions fiscales, mais pas à la CSG.
Avec un coût de la vie inférieur de 3 à 4 fois à celui de la France, pas d'impôts locaux, pas d'imposition sur les plus-values, une TVA a 7 %, une cotisation volontaire très modeste pour avoir droit au remboursement des frais de santé, un pays comme la Thaïlande finance une partie de sa croissance avec le produit des cotisations des actifs français. Le nombre de retraités cotisants à la Caisse des Français de l’étranger en Thaïlande est passé de 8000 en 2004 à plus de 13 000 en 2009. On estime à 40 000 les retraités francophones (Belges, Suisses, Canadiens) vivant en Thaïlande.

## Conséquences
Ces migrations de personnes physiques ont pour conséquence :
- pour l'État de départ, de diminuer ses ressources. S'il veut maintenir une charge fiscale égale, il est contraint d'augmenter le prélèvement des contribuables restants et/ou réduire ses services publics. Il peut aussi subir la disparition des activités économiques qu'exerçait ou finançait la personne sur son sol.
- pour l'État d'arrivée, d'apporter une ressource budgétaire supplémentaire (inférieure à ce qu'aurait touché l'État de départ, mais toujours appréciée venant de quelqu'un qui aurait pu aussi bien s'installer ailleurs) et éventuellement de nouvelles activités économiques, particulièrement quand l'expatrié est un entrepreneur.

Au sein de l'Union européenne, une partie de ces migrations économiques pourrait cesser s'il y avait une plus grande harmonisation fiscale entre les États.
En 2020, l'Organisation de coopération et de développement économiques (OCDE) a renforcé ses mesures contre l'érosion de la base d'imposition et le transfert de bénéfices (BEPS), ce qui a conduit à des réglementations plus strictes visant à limiter l'expatriation fiscale agressive.

## Expatriés français
La France ayant, en 2014, le second taux de prélèvements obligatoires le plus élevé dans le monde ce qui conduit à la décrire comme une « championne de la pression fiscale dans le monde », concentrant particulièrement sa charge fiscale sur les entreprises, subit de fait une importante concurrence fiscale en raison de sa charge fiscale : impôt de solidarité sur la fortune, impôt sur le revenu au taux de 45 % sur la tranche marginale des revenus plus 15,5 % de contributions sociales (CSG et CRDS), impôt sur les plus-values, droits de succession ainsi que des prélèvements sociaux (sécurité sociale, cotisations retraites…), cumul de la taxe foncière et de la taxe d'habitation.
Parallèlement, plusieurs phénomènes récents facilitent l'expatriation fiscale des Français :
- la création de l'espace Schengen, qui permet aux citoyens français de s'installer librement dans un autre État
- l'amélioration des transports, ainsi par exemple Londres et Bruxelles ne sont plus qu'à 2 h 15 et 1 h 25 respectivement du centre de Paris par le train.
- l'intégration des systèmes bancaires et informatiques, qui facilite le suivi des investissements et les échanges de capitaux.

En 2011 a été créé l'Exit tax, pour tenter de ralentir le phénomène d'expatriation pour raison fiscale. En effet, depuis 2011, les plus values latentes sont taxées (ou en sursis d'imposition jusqu'au moment de la cession) lors du départ de France. Malgré cet obstacle, les départs se sont accélérés les années suivantes.
L'expatriation fiscale, permise par la concurrence fiscale, a pour conséquence, selon certains économistes, de forcer les États dépensiers et ceux qui sont moins bien gérés à se réformer. Cette conséquence est mise en avant par les libéraux comme Pascal Salin ou Pierre Garello.
Au tournant de l'année 2013, dans un contexte d'indignation populaire et de crise économique, le gouvernement français dénonce unilatéralement la Convention fiscale entre la France et la Suisse en matière d'impôts sur le revenu et sur la fortune de 1966, qui permettait à ses bénéficiaires de ne payer des impôts qu'en Suisse. Dès lors, les Français résidant en Suisse qui avaient choisi ce forfait[Lequel ?] pourront être imposés (pour les revenus tirés d'une activité exercée en France).

### Conditions et règles applicables
Les règles applicables pour déterminer le lieu de résidence fiscale varient d'un pays à l'autre et sont généralement précisées par des conventions fiscales signées entre l'état de départ et l'état d'arrivée. Celles-ci sont construites sur un modèle similaire, avec différents critères qui doivent être interprétés par ordre successif, jusqu'à ce que l'un d'eux offre une réponse claire. On retrouve ainsi le plus souvent :
- Le lieu habituel d'habitation
- À défaut, le centre des intérêts vitaux (pays où se trouvent les liens familiaux ainsi que l'essentiel des activités économiques et revenus)
- À défaut, la nationalité

C'est sur le premier point que les litiges sont les plus nombreux, car il s'agit pour l'expatrié qui aurait gardé un compte ou des biens en France de prouver sa résidence réelle et habituelle dans un autre pays : peuvent être utilisés pour ce faire des extraits bancaires, le lieu de scolarité des enfants, les notes de déplacements, les billets d'avions, les factures de téléphones, etc. En France, par exemple, il y a une Direction nationale des vérifications de situation fiscale (DNVSF) qui se charge de suivre les dossiers des personnes soupçonnées d'expatriation fiscale simulée.

### Destinations
Pour s'expatrier, les Français choisissent habituellement des destinations francophones et/ou géographiquement proches, le choix s'effectuant en fonction de l'objectif fiscal et des conditions d'accueils :
- La Belgique a la faveur des patrons et retraités, qui bénéficient d'une fiscalité sur les revenus financiers réduite, de l'absence d'impôt sur les plus-values, de l'absence d'ISF, d'une grande proximité avec Paris et de la qualité de vie de Bruxelles, ville internationale et ouverte.
- L'Italie est choisie par les retraités qui souhaitent échapper aux droits de succession et bénéficier d'un climat agréable.
- Le Royaume-Uni et le Canada francophone (qui offre, via le Québec, des facilités d'émigration pour les Français) sont souvent choisis par ceux qui désirent fonder une entreprise.
- La Suisse (grâce au forfait fiscal pratiqué par certains cantons) attire les très grandes fortunes et les professionnels ayant leur revenus hors du pays (sportifs, acteurs, chanteurs)[16].

Monaco n'est pas une destination privilégiée pour les citoyens français, car ceux qui s'y installent sont soumis aux impositions directes exactement comme s'ils étaient en France (à la suite d'accords fiscaux signés avec la France en 1963) ou doivent obtenir de changer de nationalité, ce qui n'est octroyé qu'après une sélection extrême.
Le Portugal était une destination prisée par les retraités français pour bénéficier du statut de non résident permanent pendant 10 ans et donc profiter de la non taxation des pensions de retraite privées durant 10 ans. Toutefois, le régime d'exonération fiscale en faveur des retraités a été supprimé à partir de 2024.

### Chiffres
Le rapport Marini évalue à 83,3 millions d'euros sur six ans la perte directe pour la France à cause de l'expatriation fiscale. Chiffre minimum auquel il faut ajouter les impôts fonciers et les droits de succession non perçus, ainsi que la TVA non perçue sur les biens consommés par ces expatriés et les impôts non perçus sur les emplois créés à l'étranger par les entrepreneurs expatriés.
Selon l'économiste Christian Saint-Étienne, l'expatriation fiscale « équivaut à une perte colossale pour l’État ». Selon ses calculs, si les capitaux qui ont fui à cause de l'ISF avaient été investis en France, ils auraient rapporté entre 6 et 8 milliards d'euros par an en TVA ou en impôts sur les sociétés. Selon lui « en voulant essayer de gagner 3 milliards d'euros par an le fisc perd deux à trois fois plus ». L'historien spécialisé en histoire économique Jacques Marseille estime lui ce manque à gagner à 7 milliards d'euros par an. Pour Christian Chavagneux, rédacteur en chef d'Alternatives Économiques, ce sont 10 % des recettes fiscales chaque année qui ne sont pas recouvrées, ceux devant les acquitter ayant quitté le territoire.
Le nombre d'expatriés fiscaux français est difficile à établir :
- Pour l'ISF, l'administration fiscale le situe en 2016 autour de 622 redevables par an partant avec 2,3 milliards de patrimoine[11], un chiffre à rapporter aux 342 942 redevables de cet impôt (en 2015). Ce chiffre est toutefois incomplet car il ne prend en compte que les contribuables payant déjà l'ISF[21], ce qui exclut par exemple le cas classique du chef d'entreprise bénéficiant de l'exonération au titre de bien professionnel et qui quitte le pays en vendant sa société. Dans un reportage sur l'ISF, l'émission télévisée Capital estime elle qu'un tiers des multimillionnaires français s'expatrient[22]. Sur 10 ans, ces départs représentent 4 578 contribuables et 23,8 milliards d'Euros de patrimoine net taxable.
- En ce qui concerne l'impôt sur le revenu, 4 662 contribuables déclarants plus de 100 000 € de revenus sont partis en 2016[11].
- Concernant les droits de succession, il n'existe pas de chiffres précis. De même pour les particuliers qui quittent la France pour créer une entreprise dans des conditions fiscales plus avantageuses.

Selon le cabinet d'avocats CMS-Bureau Francis Lefèbvre, en 5 ans le seuil de richesse à partir duquel les patrons français envisagent de partir a été divisé par 5 entre 2002 et 2007.
Pour le cabinet d'avocats bruxellois Dekeyser & Associés spécialisé dans les questions d'expatriation, la Belgique compte environ 400 000 immigrés français dont environ 60 000 pour des raisons fiscales. Le flux vers la Belgique, apaisé après les élections françaises de mai 2007, a repris. Dans le classement 2011 des 300 plus grosses fortunes de Suisse établi par le magazine Bilan, on retrouve 44 Français.
D'après les inscriptions non obligatoires dans les consulats, les expatriations des contribuables français ayant un revenu fiscal supérieur à 100 000 euros ont augmenté de 40 % entre 2012 et 2013 contre plus 6 % par an en moyenne. Leur nombre a été multiplié par trois en cinq ans et surtout à la suite de la suppression du bouclier fiscal et à la mise en place d'une contribution exceptionnelle sur les hauts revenus (3 % au-delà de 250.000 euros) en 2011 ; des mesures suivies en 2012 par la création d’une tranche d’impôt à 45 % et d’un alourdissement de la fiscalité sur les revenus du capital.

### Quelques exemples
Certains sportifs français ont suscité la polémique à ce sujet en 2012,.
Début 2013, l'acteur français Gérard Depardieu se voit octroyer la citoyenneté russe par le président Vladimir Poutine, alors qu'il envisageait une expatriation fiscale en Belgique, comme Bernard Arnault, qui avait fait l'objet d'une première page controversée du journal Libération en septembre 2012. Le « cas Depardieu » divise le show-biz, l'acteur Philippe Torreton s'en prend violemment à lui et l'actrice Catherine Deneuve répond à Torreton de façon acerbe. Le premier ministre Jean-Marc Ayrault juge le départ de Depardieu « assez minable » et celui-ci lui répond sur le même ton. Un débat s'instaure dans les secteurs du cinéma sur la rémunération des acteurs et producteurs, sans prendre toutefois en compte l'exil fiscal. Deux fois plus de Français ont demandé la nationalité belge en 2012 par rapport à 2011, mais le phénomène reste marginal, malgré les idées reçues, il y a toujours plus de Belges qui souhaitent devenir Français que l'inverse. Cependant, l'exil fiscal total a concerné en 2012, entre 3500 et 4000 contribuables français, soit 5 fois plus qu'en 2011, selon certains experts fiscaux. En décembre 2012, le ministre belge des Affaires étrangères Didier Reynders refuse que la Belgique soit le « bouc émissaire de l'affaire Depardieu » et invite Paris à s'interroger sur sa politique fiscale (et sur la taxe à 75 % dont François Hollande porte le projet en 2012), il précise aussi qu'il est favorable à une harmonisation fiscale mais pas sur les principes de la fiscalité française. La Suisse est aussi un lieu d'expatriation fiscale très prisé, grâce au forfait fiscal pratiqué par certains Cantons, ainsi Christian Jacq, habitant dans la région d'Aix-en-Provence dans les années 1990, déménage en 1997 à Blonay, au Canton de Vaud.